# Neoimperialisme

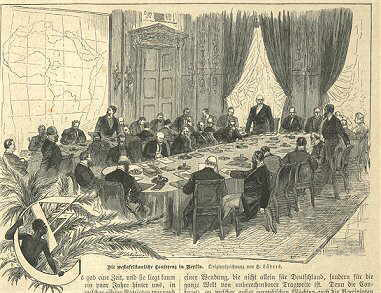
Representació de la Conferència de Berlín sobre la partició d'Àfrica

El neoimperialisme és un període d’expansió colonial per part de les potències europees, els Estats Units i l'Imperi del Japó, que va des de 1884 (Conferència de Berlín) fins a l'esclat de la Primera Guerra Mundial el 1914. El qualificatiu de «nou» és per contrastar-ho amb la primera onada de colonització europea des dels segles XV al XIX i amb l'imperialisme en general. Es caracteritza per una persecució sense precedents del que ha estat denominat «l'imperi per l'imperi mateix», una agressiva competició per l'adquisició de territoris d'ultramar acompanyada per l'emergència als països colonitzadors de doctrines de superioritat racial que negaven la capacitat dels pobles subjugats per governar-se per ells mateixos.
Com en 1880 la major part d'Àfrica encara estava sense ocupar per les potències occidentals, aquest continent es va constituir en el principal objectiu de la «nova» expansió imperialista, donant lloc a l'anomenat «repartiment d'Àfrica». Aquesta expansió també va tenir lloc en altres àrees, notablement en el Sud-est Asiàtic i les regions marítimes de l'Est d'Àsia, Japó es va unir a les potències europees en el repartiment territorial.
Durant les dècades de 1940, 1950 i 1960, una ona d'aixecaments independentistes posa fi als imperis colonials europeus que encara sobrevivien.

## Començaments
La revolució nord-americana (1775?83) i el col·lapse de l'Imperi Espanyol en Amèrica al voltant de 1820 va acabar amb la primera era de l'Imperialisme Europeu, particularment en Gran Bretanya aquesta revolució va mostrar les deficiències del mercantilisme, la doctrina de competència econòmica per la riquesa que havia sostingut la primerenca expansió imperial. En 1846, amb la derogació de les "Lleis dels cereals", Gran Bretanya començava a adoptar el concepte de lliure comerç.
El declivi de l'hegemonia Britànica després de la guerra francoprussiana (1870-71) en el qual una coalició d'estats alemanys liderats per Prússia va vèncer a França, va ser ocasionada per canvis en l'economia Europea i mundial i del balanç continental de poder després de la ruptura del Concert Europeu establert pel Congrés de Viena. L'establiment d'estats-nacions a Alemanya i Itàlia va resoldre disputes territorials en el cor europeu. Els anys des de 1871 a 1914 van estar marcats per una pau extremadament inestable. França determinada a recuperar Alsàcia-Lorena annexada per Alemanya després de la guerra Franco-prussiana i Alemanya muntant ambicions imperialistes, mantindria a aquestes dues nacions constantment preparades per a un conflicte.
Aquesta competència es va aguditzar amb la Gran Depressió de l'any 1929, un perllongat període de deflació dels preus marcat per una greu crisi econòmica, que va pressionar als governs a promoure la indústria nacional, portant a l'abandó generalitzat de les idees de lliure comerç entre les potències d'Europa (A Alemanya des de 1879 i a França des de 1881).

### Conferència de Berlín

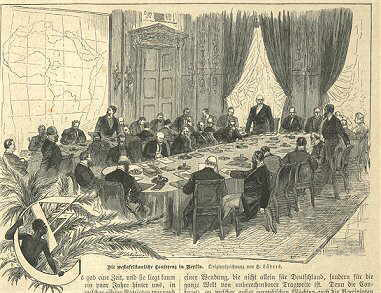
Representació de la Conferència de Berlín

La conferència de Berlín celebrada entre 1884 i 1885, va ser convocada per Portugal i Leopold II de Bèlgica pels seus interessos en l'estuari del Congo, i organitzada pel Canceller d'Alemanya, Otto von Bismarck, amb la finalitat de resoldre els problemes que plantejava l'expansió colonial a Àfrica i resoldre la seva repartició per les grans potències Europees. La conferència es va realitzar a causa de la gelosia i desconfiança amb que aquestes potències es movien en la seva expansió colonial d'Àfrica i va coincidir amb l'aparició de l'Imperi Alemany com a potència imperial.
Les principals potències dominants en la conferència van ser França, Alemanya, Gran Bretanya i Portugal. Es van reassignar Àfrica sense tenir en compte les fronteres culturals i lingüístiques que ja s'havien establert. Al final de la conferència, Àfrica es va dividir en 50 colònies diferents. Els assistents van establir el control de cadascuna d'aquestes colònies recentment dividides. També van planejar, sense comprometre's, posar fi l'esclavitud a Àfrica. Cap país africà va ser representat.
Es va intentar destruir la competència entre potències mitjançant el concepte de "uti possidetis iure" o de "ocupació efectiva" com a criteri per al reconeixement internacional d'un reclam territorial, especialment a Àfrica. La imposició d'aquest tipus de domini directe va fer necessari l'ús de les forces armades contra els estats i els pobles indígenes.
Els aixecaments contra el domini imperial van ser reprimits sense pietat, especialment en l'anomenat genocidi Herero a l'Àfrica del Sud-oest Alemanya 1904-1907 i la rebel·lió Maji Maji a l'Àfrica Oriental Alemanya 1905-1907.
Un dels objectius de la conferència va ser arribar a acords sobre el comerç, la navegació i límits d'Àfrica central.

### Gran Bretanya durant l'era del Nou Imperialisme.

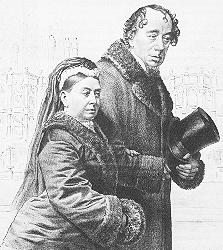
Primer Ministre Britànic Benjamin Disraeli i la Reina Victòria

A Gran Bretanya, l'era del Nou Imperialisme va marcar un temps de significatius canvis econòmics. A causa que el país va ser el primer a industrialitzar-se, Gran Bretanya va estar tecnològicament avançada de molts altres països durant la major part del segle xix. No obstant això, a la fi del segle xix, altres països com Alemanya, Estats Units, Rússia i Itàlia aviat es van aparellar amb ella quant a poder tecnològic i econòmic. Després de diverses dècades de monopoli, el país lluitava per mantenir una posició econòmica dominant, a mesura que les altres potències s'involucraven més als mercats internacionals. En 1870, Gran Bretanya posseïa el 31,8% de la capacitat mundial de manufactura, mentre que Estats Units tenia el 23,3 % i Alemanya el 13,2 %. En 1910, la capacitat industrial de Gran Bretanya havia caigut al 14,7 % mundial, mentre que als Estats Units havia augmentat a 35,3 % i a Alemanya al 15,9 %. Mentre països com Alemanya i Estats Units creixien econòmicament, començaven a involucrar-se amb l'imperialisme, resultant que els britànics lluitessin per mantenir el seu volum de comerç i la inversió d'ultramar.
Gran Bretanya enfrontava relacions internacionals tibants amb les tres potències expansionistes (Japó, Alemanya i Itàlia) durant principis del segle xx. Abans de 1939, aquestes tres potències mai van amenaçar directament la pròpia Anglaterra, però els perills indirectes eren clars. Per la dècada de 1930, a Anglaterra li preocupava que Japó posés en perill les seves possessions en el Llunyà Orienti, així com els territoris de l'Índia, Austràlia i Nova Zelanda. Itàlia mostrava interès en l'est d'Àfrica, amenaçant a l'Egipte britànic, i l'expansionisme alemany en el continent Europeu amenaçava la seguretat d'Anglaterra. Amb la seva estabilitat i les explotacions amenaçades, Gran Bretanya va decidir adoptar una política de concessió en lloc de la resistència, una política que es va conèixer com d'apaivagament.
A Gran Bretanya, no hi havia gairebé oposició antiimperialista. Més enllà d'algun grup aïllat Marxista, la majoria pensava que l'imperialisme havia d'existir, i era millor que fos Gran Bretanya la seva força impulsora. A més es pensava que l'imperialisme britànic era una força de bé per al món. En 1940, la Societat Fabiana va establir l'Oficina Fabiana d'Investigació Colonial, la qual va argumentar que Àfrica podria desenvolupar-se tant econòmica com socialment, però perquè aquest desenvolupament succeeixi, havia de romandre en l'Imperi britànic. El poema de 1891 de Rudyard Kipling, "La bandera Anglesa," conté l'estrofa:
| Winds of the World, give answer! They are whimpering to and fro-- 'And what should they know of England who only England know?--' 'The poor little street-bred people that vapour and fume and brag,' 'They are lifting their heads in the stillness to yelp at the English Flag!' | Vents del món, doneu la resposta! Estan gemegant aquí i allà I que haurien de saber d'Anglaterra els que només Anglaterra coneixen? La petita pobra gent, criada als carrers amb vapor i fum i presumeixen , Aixequen els seus caps de la quietud per udolar a la bandera Anglesa! |
| --- | --- |

Aquestes línies mostren la creença de Kipling que els britànics que participaven activament en l'imperialisme sabien més sobre la identitat nacional britànica que aquells les vides de la qual es gastaven únicament en les metròpolis imperials. En molts sentits, aquesta nova forma d'imperialisme va formar part de la identitat britànica fins al final de l'era del nou imperialisme, amb la Segona Guerra Mundial.

## Implicacions socials

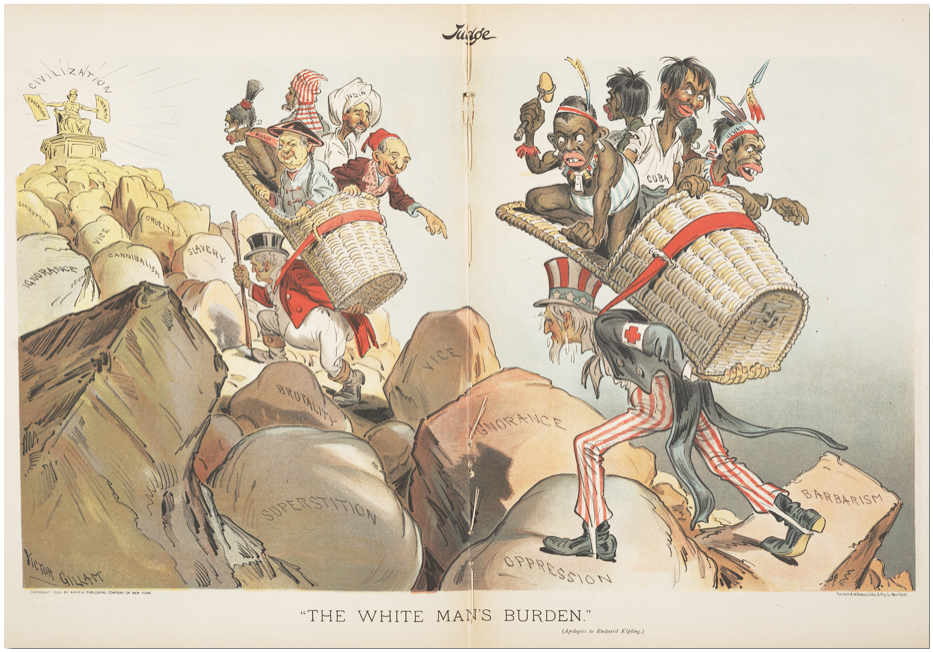
La "càrrega" de l'home blanc. En al·lusió al poema de Rudyard Kipling. (revista Judge, 1 d'abril de 1899)

El Neo-Imperialisme va donar origen a nous punts de vista socials del colonialisme. Rudyard Kipling en el seu poema "The White Man´s Burden", va instar als Estats Units a "Prendre la càrrega" de portar la civilització europea als altres pobles del món, independentment de si aquests "altres pobles" vulguin aquesta civilització o no. Aquesta part de "la càrrega de l'home blanc" és un exemple de l'actitud de Gran Bretanya cap a la colonització d'altres països:
| Take up the White Man's burden? In patience to abide, To veil the threat of terror And check the show of pride; By open speech and simple, An hundred times made To seek another's profit, And work another's gain. | Preneu la càrrega de l'home blanc Fent gala de la paciència, Ocultant l'amenaça del terror I sense superba mostrar; Amb discurs franc i senzill, Cent vegades repetit De buscar el profit d'un altre, I llaurar el guany aliè. |
| --- | --- |

Mentre que el darwinisme social es va fer popular en tota l'Europa occidental i els Estats Units, la "missió civilitzadora" francesa i portuguesa (en francès: mission civilisatrice; en portuguès: Missão civilizadora) va atreure a molts homes d'estat europeus, tant de dins com de fora de França. Malgrat l'aparent benevolència de la noció de "càrrega de l'home blanc", les conseqüències no desitjades de l'imperialisme van ser molt majors que els seus beneficis potencials. Els governs es van fer cada vegada més paternalistes a casa i van descurar les llibertats individuals dels seus ciutadans. La despesa militar es va expandir, conduint a una "extralimitació imperial", i es van crear clients de les elits dominants a l'estranger que van ser cruels i corruptes, consolidant el seu poder gràcies als ingressos imperials i obstaculitzant el canvi social i el desenvolupament econòmic contrari a les seves ambicions. També la "construcció nacional" va crear moltes vegades sentiments culturals de racisme i xenofòbia.
Les principals elits d'Europa també van trobar avantatges en l'expansió d'ultramar. Els grans monopolis financers i industrials usaven el suport imperial per protegir les seves inversions a l'estranger contra la competència i les tensions polítiques locals a l'estranger; els buròcrates demanaven oficines governamentals, els militars desitjaven la seva promoció, i la tradicional alta burgesia buscava augmentar els beneficis de les seves inversions, títols oficials, i alts càrrecs. Tots aquests interessos especials van fer que es perpetuï l'imperi a llarg de la història.
Amb l'augment del sindicalisme, el socialisme, i altres moviments de protesta durant l'era de la societat de les masses a Europa i després a Amèrica del Nord, les elits van tractar d'utilitzar el jingoísme imperial per cooptar el suport a part de la classe obrera industrial. Els nous mitjans de comunicació van promoure el jingoísme en la Guerra hispano-estatunidenca (1898), la Segona Guerra Bòer (1899-1902), i la Rebel·lió dels bòxers (1900). L'historiador alemany d'esquerra Hans-Ulrich Wehler va definir al imperialisme social com "els desviaments cap a l'exterior de les tensions i forces de canvi interns amb la finalitat de preservar el Statu quo social i polític", i com a "ideologia defensiva" per contrarestar "els pertorbadors efectes de la industrialització en l'estructura social i econòmica d'Alemanya ". En l'opinió del Wehler, el socialimperialisme va ser un mecanisme que va usar el govern alemany per distreure l'atenció pública dels problemes interns i preservar l'ordre social i polític existent. Les elits dominants van utilitzar al socialimperialisme com una excusa per mantenir unida a una societat fracturada i així mantenir el suport popular al statu quo social. D'acord amb Wehler, la política colonial alemanya en la dècada de 1880 va ser el primer exemple de l'imperialisme social en acció. Va ser seguit pel Pla Tirpitz en 1897, per a l'ampliació de la marina de guerra. Segons aquest punt de vista, grups com la Societat Colonial i de la Lliga Naval són vists com a instruments del govern per mobilitzar el suport popular. Les demandes d'annexió de la major part d'Europa i Àfrica en la Primera Guerra Mundial són vists per Wehler com el pinacle de l'imperialisme social.
La noció de domini sobre terres estrangeres va tenir una àmplia acceptació entre les poblacions metropolitanes, fins i tot entre aquells que associaven la colonització imperial amb l'opressió i l'explotació. Per exemple, el 1904 el Congrés de la Internacional Socialista va arribar a la conclusió que els pobles colonials s'han de deixar prendre pels futurs governs socialistes europeus i ser dirigits per ells cap a una eventual independència. [Cita requerida]

### Índia
En 1599, un grup de mercaders britànics van arribar a l'Índia i amb suport de la corona van formar la Companyia Britànica de les Índies Orientals. Entre 1610 i 1611 van instal·lar establiments de comerç anomenats factories al territori de l'Índia, on van arribar a governar grans zones amb els seus propis exèrcits, amb els quals van exercir el poder militar i van assumir les funcions administratives, abastant des dels territoris de Bengala en 1757 i fins al Punyab en 1849. Això va ser ajudat per un buit de poder produït per la mort de l'emperador Aurangzeb en 1707 amb el consegüent col·lapse de l'Imperi mogol en l'Índia i amb el progressiu augment de les forces britàniques en l'Índia a causa dels conflictes colonials amb França. Els francesos, per la seva banda, van incursionar a l'Índia en 1664 fundant la Compagnie des Indes Orientals i un enclavament en Pondicherry a la Costa Coromandel. En 1818, els britànics controlaven la major part del subcontinent indi i van començar a introduir les seves idees i costums als residents, incloent lleis de successió que permetien als britànics fer-se càrrec d'un estat sense cap successor i fer-se amb les seves terres i exèrcits, cobrant nous impostos, i exercint control monopólico de la indústria.

Sipais rebels es divideixen el botí en la revolució dels sipais en l'Índia i va donar fi

La companyia britànica va començar a utilitzar als denominats sipais, els quals eren soldats entrenats per europeus, però dirigits per indis, per protegir el seu comerç i per resoldre disputes de poder entre els caps locals. En 1857 s'alça un motí, la qual cosa es va conèixer com a rebel·lió dels sipais, o motí de l'Índia. La revolta va ser reprimida pels britànics, però va tenir com a conseqüència la dissolució de la Companyia Britànica de les Índies Orientals i l'Índia va quedar sota el control directe de la corona britànica en aquest llavors la Reina Victòria. Molts principats van romandre independents. L'anomenat Raj Britànic resultant (llei de la corona britànica en l'Índia), va ser guanyat control sobre l'Índia i va començar a canviar al seu favor la situació financera del país. Anteriorment, Europa havia de pagar pels seus tèxtils i espècies en lingots de plata; després, amb el control polític, Gran Bretanya exigia als agricultors a produir cultius comercials per a l'exportació a Europa, mentre que l'Índia es convertia en un mercat dels tèxtils procedents de Gran Bretanya. Els britànics recollien enormes ingressos de la renda de la terra i dels impostos sobre la producció de sal. Els teixidors indis van ser reemplaçats per màquines de filat i teixit i els cultius alimentaris indis van ser reemplaçats per cultius comercials com el cotó i el te.

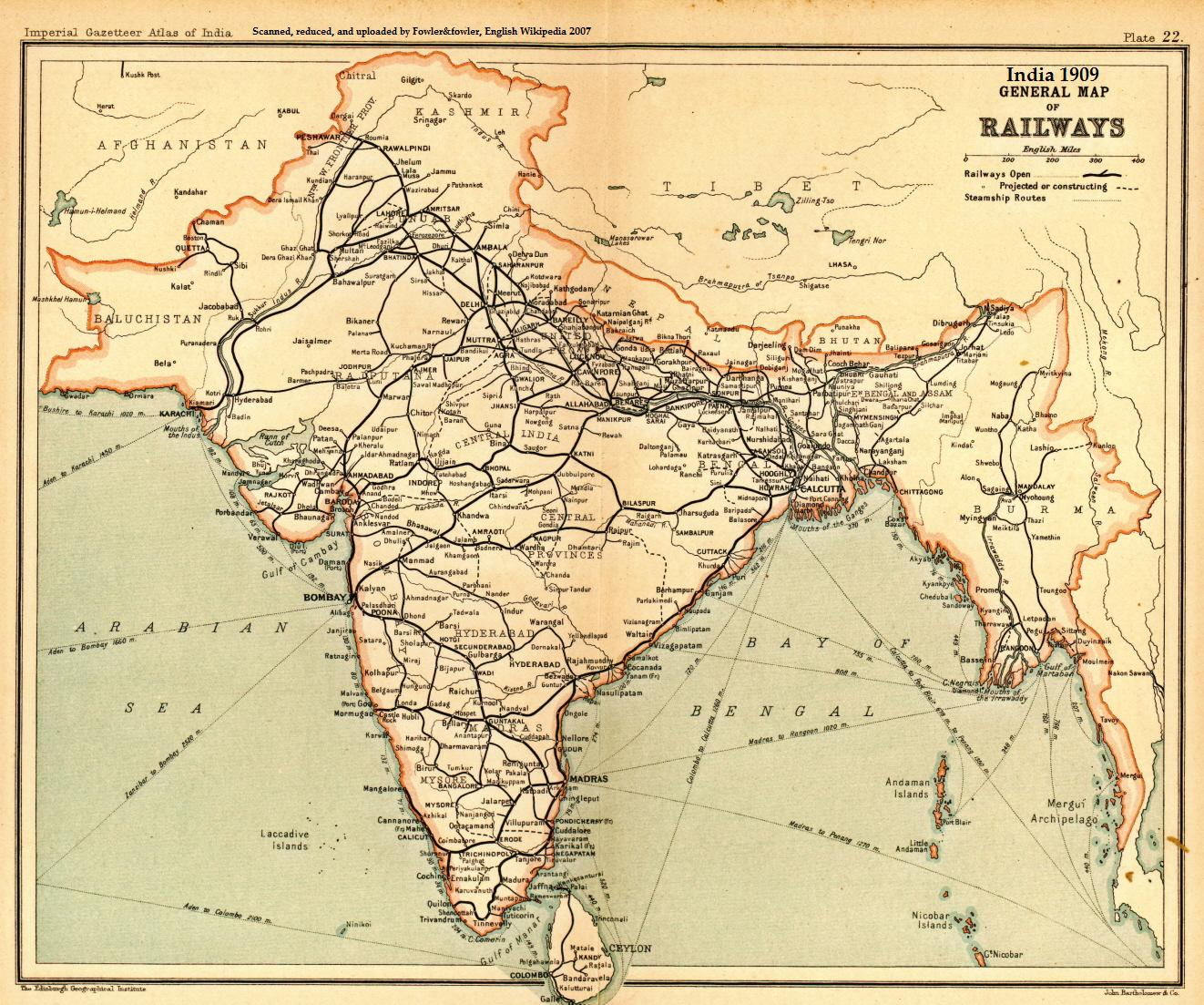
Mapa del ferrocarril a l'Índia en 1909,

Els britànics van connectar ciutats per ferrocarril i telègraf per facilitar les comunicacions. La invenció dels vaixells Clíper a principis de 1800 va escurçar a la meitat el viatge des d'Europa a l'Índia, des de gairebé 6 a 3 mesos. Cap a 1870 els britànics ja havien tendit cables telegràfics pel fons de l'oceà connectant l'Índia i Xina. També van construir sistemes de reg per augmentar la producció agrícola. Quan l'educació occidental es va introduir en l'Índia, els indis van ser molt influenciats per ella, però les desigualtats entre els ideals de govern britànics i el seu tracte als indis es va fer evident. En resposta a aquest tracte discriminatori, un grup d'indis educats va establir el Congrés Nacional de l'Índia, exigint la igualtat de tracte i l'autogovern.
John Robert Seeley, professor d'Història de la Universitat de Cambridge, va dir: "La nostra adquisició de l'Índia es va fer a cegues. Gens gran que mai hagin fet els anglesos es va dur a terme de manera tan no intencionada o accidentalment com la conquesta de l'Índia". Segons ell, el control polític de l'Índia no era una conquesta en el sentit habitual, ja que no va ser un acte d'un estat.
El nou acord administratiu, coronat amb la proclamació de la reina Victoria com a emperadriu de l'Índia en 1876, efectivament substitueix la regla d'una empresa monopolista amb la d'una administració pública encapçalada per graduats de les principals universitats de Gran Bretanya. L'administració va retenir i va acréixer els monopolis en poder de l'empresa. L'acte per la sal de l'Índia en 1882 va posar en reglaments el monopoli del govern sobre la recol·lecció i producció de sal; en 1923 es va aprovar un projecte de llei per duplicar l'impost sobre la sal

### Sud-est asiàtic
Després de prendre el control de gran part de l'Índia, els britànics es van expandir per Birmània, Malàisia, Singapur, Borneo del Nord, Sarawak i Brunei, convertint a aquestes colònies en altres fonts de comerç i matèries primeres per als productes britànics .